# Ivana Hanačíková
Ivana Hanačíková (* 2. listopadu 1972) je bývalá česká politička, na přelomu 20. a 21. století poslankyně Poslanecké sněmovny za Unii svobody, pak náměstkyně ministra pro místní rozvoj.

## Biografie
K roku 1998 se profesně uvádí jako socioložka, bytem Kroměříž. Pracovala ve středisku vzdělávání Vězeňské služby. V roce 2001 je zmiňována jako předsedkyně zlínského krajského výboru Unie svobody. V červnu 2001 dokonce neúspěšně kandidovala na post místopředsedyně Unie svobody.
Ve volbách v roce 1998 byla zvolena do poslanecké sněmovny za Unii svobody (volební obvod Jihomoravský kraj). V lednu 2002 se ji narodil syn Vojtěch. Mandát ale nepřerušila a ve sněmovně zůstala. V parlamentu zasedala do voleb v roce 2002. Byla členkou sněmovního výboru pro obranu a bezpečnost a zemědělského výboru.
Ve volbách v roce 2002 kandidovala, ale do sněmovny se nedostala, protože v rámci aliance Unie svobody a lidovců ji díky kroužkování předběhli dva lidovečtí kandidáti. Reagovala na to následovně: „Jsem nešťastná, členové KDU-ČSL se domluvili a z listiny nás doslova vykroužkovali. Mrzí mě i chování biskupů, kteří je k tomu vyzvali. Pro mě je to ponaučení, že s lidovci do koalice už nikdy více.“ Coby čerstvá matka se rozhodla nepokračovat v aktivní politice a zůstat na mateřské dovolené. Již v září 2002 ji ale ministr pro místní rozvoj Pavel Němec jmenoval náměstkyní. Na ministerstvu působila jako šéfka nového odboru územního plánování a stavebního řádu. V září 2004 se uvádělo, že se má stát náměstkyní pro cestovní ruch.
V srpnu 2006 se uvádí jako ředitelka varšavské pobočky agentury CzechTourism. Později se rozvedla a znovu vdala coby Ivana Bílková.